# کینتایر
کینتایر 
(به گیلیک اسکاتلندی: Cinn Tìre)، تلفظ: [kʲʰiɲtʲʰi:ɾʲə]) (به انگلیسی: Kintyre)، یک شبه‌جزیره در غرب اسکاتلند، در جنوب غربی آرگایل و بیوت است. منطقه در امتدادی حدود ۴۸ کیلومتر (۳۰ مایل)، از مول کینتایر در جنوب، تا شرق دریاچه تاربرت در شمال قرار دارد. منطقهٔ بلافاصله شمال کینتایر به نام نپ‌دِیل شناخته شده‌است.
کینتایر شبه‌جزیره‌ای بلند و باریک است، در هیچ نقطه‌ای از ساحل باختری تا ساحل خاوری پهنای آن از ۱۸ کیلومتر (۱۱ مایل) بیشتر نیست. در سمت خاوری این شبه‌جزیره به کیلبرا ساوند، و به تعدادی از قله‌های ساحلی مانند تور مر محدود می‌شود. ستون فقرات مرکزی این شبه‌جزیره عمدتاً خلنگ خلنگ‌زار و بیشتر پر از تپه است. با این حال، مناطق ساحلی و بخش‌های داخلی این شبه‌جزیره، غنی و بارور هستند. کینتایر از مدت‌ها پیش یک منطقهٔ باارزش برای مهاجران بوده‌است، از جمله اسکات‌های اولیه که از اولستر به غرب اسکاتلند آمدند و وایکینگ‌ها یا نورس‌ها که این مناطق را درست قبل از شروع هزاره دوم فتح کردند و در آنجا ساکن شدند.
شهر عمده و اصلی این منطقه شهر کمبلتاون است که از اواسط قرن هجدهم یک شهرک سلطنتی بوده و از طریق جاده حدود ۸٫۹ کیلومتر (۵٫۵ مایل) از مول، (انتهای شبه‌جزیره) فاصله دارد.